# Jocelyn Prêcheur
Pour les articles homonymes, voir Prêcheur.
Jocelyn Prêcheur, né le 5 mai 1982, est un entraîneur de football français.

## Biographie

### Analyste vidéo
Jocelyn Prêcheur arrête le football après le bac, privilégiant les études sous les conseils de son père, Gérard Prêcheur, avec une entrée en classe préparatoire. À l'issue de ses études d'ingénieur, diplômé de Télécom Paris, il retourne dans le milieu du football en créant une start-up d'analyse de matchs, développant notamment l'analyse statistique à partir de captures vidéos. Ces outils étaient alors que peu développés au sein des staffs de football.
Il propose son outil à la Fédération française de football et intègre ainsi la cellule de recherche de la FFF. Sa première expérience dans un club se fait à la fin des années 2000 en tant qu’analyste au Paris Saint-Germain féminin, managé par Brigitte Henriques. Lorsque son père prend les reines de l'Olympique lyonnais en 2014, Jocelyn y met en place avec succès ses outils apportant une analyse individuelle des joueuses. Il concilie ainsi pendant dix ans sa start-up et son rôle d'éducateur, directeur technique au sein de clubs amateurs.

### Carrière d'entraîneur
Fin 2017, il quitte sa start-up et part avec son père en Chine entraîner l'équipe féminine Jiangsu Suning, en première division. En tant qu'adjoint la première année, il remporte deux titres. Il accompagne le club dans sa structuration, en gérant l'équipe première mais aussi la formation. L'année suivante, il prend la place de son père en tant qu'entraîneur principal. Les débuts en tant que numéro 1 sont compliqués, subissant le départ de la Costaricaine Shirley Cruz. Avec son adjoint Dimitri Lipoff, il parvient cependant à développer de nouveau un collectif fort et le club enchaîne les succès, remportant quatre titres dont la Super Ligue 2019,. Il participe ainsi avec son équipe à la première édition du Championnat féminin des clubs de l'AFC, première compétition féminine interclubs organisée en Asie. À Yongin en Corée du Sud, Jiangsu finit deuxième derrière l'équipe japonaise Nippon TV Beleza et devant les Coréennes des Incheaon Hyundai Steel Red Angels et les Australiennes du Melbourne Victory. En 2020 et 2021, son équipe ne parvient pas à réitérer ces performances. En 2022, il entraîne l'équipe féminine Meizhou Hakka.
En 2022, il rejoint de nouveau son père Gérard, revenant en France au Paris Saint-Germain et prenant le poste d'entraîneur adjoint. En septembre 2023, son père quitte son poste et Jocelyn prend la suite, comme quatre ans auparavant en Chine. Au PSG, il obtient l'arrivée de l'attaquante malawite Tabitha Chawinga qui avait fait le bonheur de Jiangsu sous ses ordres. Il étoffe son staff avec l'arrivée de son ancienne joueuse Shirley Cruz, en tant qu'assistante technique. Une nutritionniste est également recrutée et le staff vidéo s'agrandît. Il pousse également pour embaucher un préparateur mental, convaincu de sa nécessité pour un accompagnement individuel des joueuses.
En 2024, il est nommé entraineur du club londonien des London City Lionesses, alors en Women's Championship. Dès sa première saison à la tête du club, avec les investissements de la nouvelle propriétaire du club, Michele Kang, son équipe remporte la compétition et accède au plus au niveau anglais, la Women's Super League.

## Palmarès d'entraîneur
Jiangsu Suning (F)
- Super Ligue chinoise : 2019
- Championnat national chinois : 2019
- Coupe de Chine : 2019
- Supercoupe de Chine : 2019